# Cicerenella
Cicerenella (del napolità cigró xicotet) és una tarantel·la tradicional napolitana escrita per autors desconeguts al segle xviii i difosa durant l'època romàntica. Al llarg del segle xix es va difondre amb el títol de Tarantel·la de Posillipo. La música es caracteritza per l'ús de castanyoles i de panderetes.
Ha estat reinterpretada per els més grans intèrprets de la cançó napolitana. Entre les versions més destacades es troba la de Roberto Murolo de 1963, i una versió més recent de la Nuova Compagnia di Canto Popolare que fa servir vocalismes del dialecte de Pozzuoli. També ha estat interpretada en clau electrònica per l'ignot cantant napolità Liberato a l'àlbum Liberato II del 2022.
La cançó s'ha fet popular als Abruços i al Baix Laci gràcies a l'interpretació de grups musicals locals, i avui és considerada característica d'aquestes regions també.